# HMS Newfoundland (C59)
HMS Newfoundland (59) là một tàu tuần dương hạng nhẹ lớp Crown Colony của Hải quân Hoàng gia Anh Quốc. Được đặt tên theo đảo Newfoundland thuộc Canada, nó đã hoạt động trong Chiến tranh Thế giới thứ hai, và sau chiến tranh được bán cho Hải quân Peru dưới tên gọi BAP Almirante Grau vào năm 1960. Được đổi tên thành BAP Capitán Quiñones vào năm 1973, nó tiếp tục phục vụ cho đến khi được tháo dỡ vào năm 1979.

## Thiết kế và chế tạo
Newfoundland được chế tạo bởi hãng Swan Hunter tại Wallsend và được đặt lườn vào ngày 9 tháng 11 năm 1939. Nó được hạ thủy vào ngày 19 tháng 12 năm 1941, được đỡ đầu bởi Bà Ernest Bevin, phu nhân Bộ trưởng Lao động. Nó hoàn tất vào tháng 12 năm 1942 và được đưa ra hoạt động vào ngày 21 tháng 1 năm 1943.

## Lịch sử hoạt động

### Chiến tranh Thế giới thứ hai
Sau khi được đưa vào hoạt động, Newfoundland gia nhập Hải đội Tuần dương 10 trực thuộc Hạm đội Nhà. Đến đầu năm 1943, nó trở thành soái hạm của Hải đội Tuần dương 15 tại Địa Trung Hải. Trong Chiến dịch Husky nhằm đổ bộ lên Sicilia vào ngày 23 tháng 7, nó trúng phải ngư lôi, có thể là từ tàu ngầm Ý Ascianghi hoặc U-407 của Đức. Việc sửa chữa tạm thời được thực hiện tại Malta. Sau đó, được lái chỉ bằng các chân vịt, nó đi đến Xưởng hải quân Boston để được sửa chữa lớn.
Vào năm 1944, Newfoundland hoạt động trở lại để phục vụ tại Viễn Đông. Đang khi ở lại Alexandria, một vụ nổ xảy ra tại một trong những ống phóng ngư lôi bên mạn phải đã gây hư hại nghiêm trọng và làm tổn thất một người. Việc sửa chữa đã trì hoãn thời hạn đi đến Viễn Đông để phục vụ cùng Hạm đội Thái Bình Dương. Newfoundland đi đến New Guinea để hỗ trợ cho Sư đoàn 6 Úc trong Chiến dịch Aitape-Wewak. Vào ngày 14 tháng 6 năm 1945, trong khuôn khổ Chiến dịch Inmate, Newfoundland trong thành phần đ̣ội đặc nhiệm của Hạm đội Thái Bình Dương đã tấn công căn cứ hải quân chủ lực Nhật Bản tại Truk thuộc quần đảo Caroline.
Vào ngày 6 tháng 7, Newfoundland rời căn cứ tiền phương Manus thuộc quần đảo Admiralty cùng các tàu chiến khác của Hạm đội Thái Bình Dương tham gia chiến dịch của Đồng Minh tấn công các đảo chính quốc Nhật Bản. Vào ngày 9 tháng 8, nó tham gia cuộc bắn phá Kamaishi. Newfoundland đã nằm trong thành phần lực lượng Đế quốc Anh nắm quyền kiểm soát căn cứ hải quân Yokosuka.
Chiếc tàu tuần dương đã có mặt trong vịnh Tokyo khi Văn bản đầu hàng được ký kết trên thiết giáp hạm Missouri vào ngày 2 tháng 9 năm 1945. Newfoundland sau đó được phân nhiệm vụ cho hồi hương tù binh chiến tranh của Đế quốc Anh. Nó quay trở về Anh Quốc vào tháng 12 năm 1946.

### Sau chiến tranh
Newfoundland được đưa về lực lượng dự bị, và được sử dụng như một tàu huấn luyện tại cơ sở HMS Imperieuse trước khi được tái trang bị tại Plymouth vào năm 1951. Được cho hoạt động trở lại vào ngày 5 tháng 11 năm 1952, nó trở thành soái hạm của Hải đội Tuần dương 4 tại Đông Ấn, cũng như phục vụ tại Viễn Đông. Nội các của Sri Lanka đã nhóm họp trên chiếc tàu tuần dương vào dịp Hartal năm 1953.
Vào ngày 31 tháng 10 năm 1956, tàu hộ tống Ai Cập Domiat đang di chuyển về phía Nam kênh đào Suez trong Hồng Hải, khi Newfoundland đối đầu với nó và ra lệnh dừng lại. Ý thức rằng Anh và Ai Cập đang trong tình trạng chiến tranh do vụ Khủng hoảng kênh đào Suez, Domiat từ chối và nổ súng vào chiếc tàu tuần dương, gây một số hư hại và thương vong. Cùng với tàu khu trục HMS Diana, chiếc tàu tuần dương đã bắn trả và đánh chìm đối thủ, rồi cứu vớt 69 người sống sót từ xác tàu đắm.

### Chuyển cho Hải quân Peru
Sau đó Newfoundland quay trở lại Viễn Đông cho đến khi được đưa về lực lượng dự bị tại Portsmouth vào ngày 24 tháng 6 năm 1959. Nó được bán cho Hải quân Peru vào ngày 2 tháng 11 năm 1959, được đổi tên thành Almirante Grau, rồi lại đổi tên thành Capitán Quiñones vào năm 1973. Nó ngừng hoạt động vào năm 1979 để sử dụng như một lườn tàu huấn luyện tại chỗ ở Callao, trước khi được tháo dỡ vào cuối năm đó.